# Gérard Houllier
Pour les articles homonymes, voir Houllier.
Gérard Houllier, né le 3 septembre 1947 à Thérouanne (Pas-de-Calais) et mort le 14 décembre 2020 à Boulogne-Billancourt, est un entraîneur français de football des années 1970 au début des années 2010.
Joueur amateur et enseignant de formation, Gérard Houllier débute comme entraîneur de football dans son Nord-Pas-de-Calais natal. D'abord en régional, au Touquet AC puis à l'US Nœux-les-Mines qu'il fait monter en Division 2 et lutter pour l'accession dans l'élite deux saisons de suite. Il intègre l'élite en 1982, à la tête du RC Lens. Il qualifie l'équipe pour la Coupe de l'UEFA dès la première année. Après trois saisons, Houllier rejoint le jeune Paris SG à qui il offre son premier titre de champion de France dès la première saison. Par la suite, les résultats mitigés lui coûtent son poste en 1988 et il devient adjoint de Michel Platini à la tête de l'équipe de France.
À la suite de l'échec lors de l'Euro 1992, Houllier devient sélectionneur mais échoue à qualifier les Bleus pour la Coupe du monde 1994 et laisse sa place. Il reste directeur technique national et prend la tête des sélections jeunes, il encadre plusieurs futurs cadres français des années 2000 comme Thierry Henry, David Trezeguet et William Gallas. En 1998, Houllier commence ses six années à la tête du Liverpool FC. Après avoir repéré Steven Gerard, il réalise le quintuplé Coupe de l'UEFA, FA Cup, League Cup, Charity Shield et Supercoupe d'Europe en 2001. La même année, il est sauvé de peu avec une première opération de l'aorte.
En 2005, un an après avoir été écarté du club anglais, Gérard Houllier arrive à l'Olympique lyonnais, remporte deux nouveaux titres de champion, en 2006 et 2007. Il démissionne après ce dernier. Il met finalement un terme à sa carrière d'entraîneur avec un passage sur le banc d'Aston Villa en 2010-2011, rattrapé par son problème de santé. Il rejoint le New York Red Bulls en tant que directeur sportif jusqu’en 2016. Houllier s'implique dans le projet Red Bull et devient conseiller du président lyonnais Jean-Michel Aulas.

## Biographie

### Les débuts dans le Pas-de-Calais
Né à Thérouanne (Pas-de-Calais), Gérard Houllier commence le football à Hucqueliers et y reste durant neuf années. À l'été 1969, il traverse la Manche dans le cadre de son CAPES d'anglais qu'il entame à l'université de Lille et est aussi assistant dans une école de Liverpool pendant un an. En plus de donner des cours et mener des recherches, le jeune Gérard joue aussi comme attaquant dans l’équipe des Alsop Old Boys et va voir les matchs du Liverpool FC.
Après ce poste d'enseignant chercheur en sciences de l'éducation, il revient de 1969 à 1971 à Hucqueliers. Il met quelque temps à terminer ses études à cause de la maladie de son père et devient un temps surveillant, instituteur puis directeur de l'école normale d'instituteurs d'Arras,. Il devient ensuite professeur d'anglais à l'ESC Lille avant d'embrasser la carrière d'entraîneur professionnel.
En 1973, Le Touquet AC lui fait confiance pour devenir entraîneur-joueur en Promotion d'honneur. Son travail est remarqué par l'US Nœux-les-Mines, bastion du football nordiste à l'époque, qui l'accueille en 1978. Dès sa première saison, Gérard Houllier hisse le club en Division 2. Au bout de deux exercices, en 1980-1981, le club du Pas-de-Calais joue les barrages d'accession à l'élite française. L'année suivante, les Nœuxois éliminent le FC Nantes en Coupe de France, avant de chuter face au PSG, futur vainqueur de l'épreuve.
En 1982, il est nommé entraîneur du RC Lens à la place de Jean Sérafin. Houllier parvient à qualifier les Sang et Or pour la Coupe UEFA lors de sa première saison parmi l’élite du foot français en terminant quatrième de D1. Houllier peut compter sur une bonne génération de joueurs avec Daniel Xuereb, Didier Sénac ou encore Philippe Vercruysse, encadrée par des joueurs de poigne comme Daniel Leclercq.
En C3, l'équipe atteint les quarts de finale et termine treizième de D1, puis à la septième place en 1984-1985.

### Champion de France avec le PSG
Il s'engage avec le Paris Saint-Germain pour la saison 1985-1986. Dans la capitale, avec Francis Borelli comme président, il décroche le premier titre de champion de France du club dès sa première saison, au terme de l'ultime journée. Le PSG termine avec trois points d'avance sur le FC Nantes. Pour cela, Houllier fait confiance à des joueurs tels que Joël Bats, Luis Fernandez, Dominique Rocheteau ou encore Safet Sušić. L'équipe est aussi demi-finaliste de la Coupe, éliminé de peu par les Girondins de Bordeaux.
La saison suivante, il devient le premier entraîneur à coacher l'équipe en Coupe des clubs champions. Mais le PSG est sorti par les Tchécoslovaques de Vítkovice au premier tour de la C1, puis termine septième en fin de saison en D1. Quinzième à l'issue de la saison 1987-1988, Houllier est écarté.

### Sélectionneur national puis DTN
En 1988, Gérard Houllier rejoint alors la Fédération française de football et est nommé adjoint d'Henri Michel, puis de Michel Platini, intronisé sélectionneur national fin 1988. Houllier gère le terrain et Platini la stratégie. Les hommes font notamment débuter la carrière internationale de Didier Deschamps, capitaine des Bleus champions du monde 1998. Cette équipe de France avec Papin et Cantona en figures de proue, se qualifie sans encombre pour l'Euro suédois de 1992, mais chute lourdement lors de la phase finale. Platini quitte alors les Bleus et Houllier est nommé pour lui succéder, en août 1992.

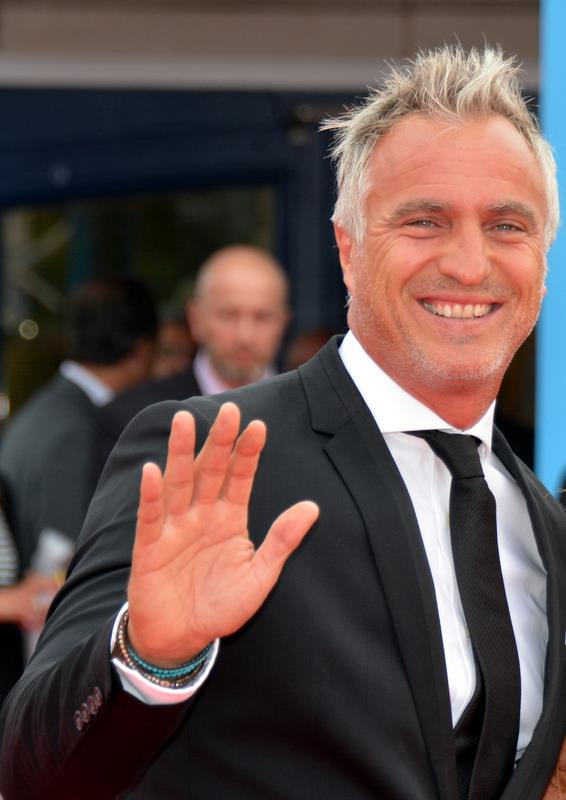
David Ginola (ici en 2014) est accusé par Houllier de la défaite contre la Bulgarie.

Mais deux défaites surprises à domicile durant l'automne 1993 (2-3 contre Israël puis 1-2 contre la Bulgarie) barrent à la France le chemin de la Coupe du monde de football 1994. À la suite de cette défaite, il cible particulièrement David Ginola comme responsable. Après cet échec retentissant, il démissionne de ses fonctions de sélectionneur national, tout en restant directeur technique national, poste qu'il occupe déjà depuis 1989.
En tant que DTN, Gérard Houllier est notamment sélectionneur de l'équipe de France des moins de 18 ans de 1994 à 1996. Avec la génération 1977 et notamment William Gallas, Mikaël Silvestre, Nicolas Anelka, Thierry Henry et David Trezeguet, il est champion d'Europe de la catégorie en 1996. Il prend ensuite la tête de la sélection française des moins de 20 ans. Avec les mêmes hommes, mais aussi Mickaël Landreau, Willy Sagnol ou encore Jérémie Janot dans le groupe, il remporte le tournoi de Toulon, l’année suivante. Mais échoue en quart de finale de la Coupe du monde U20 1997. « Gérard aurait bien voulu continuer les Espoirs, mais Raymond Domenech voulait continuer, alors on est partis un peu contre toute attente », élude son fidèle adjoint Patrice Bergues.

### Titré avec Liverpool
En 1998, Gérard Houllier reçoit un coup de téléphone du directeur exécutif du Liverpool Football Club, Peter Robinson, une vieille connaissance. Celui-ci lui propose le poste d'entraîneur du club avec un staff britannique déjà en place, avec lequel le duo Houllier-Bergues compose pendant deux mois.

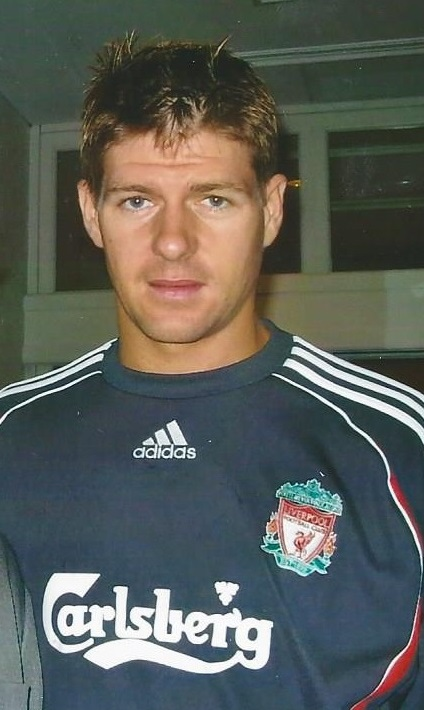
Fin 1998, Houllier fait débuter la future légende de Liverpool, Steven Gerrard.

Au départ, Houllier est associé à Roy Evans, mais celui-ci est écarté dès novembre 1998. À la même période, il repère Steven Gerrard en équipe de jeune et le fait débuter en professionnel. À l’issue de sa première saison, Liverpool termine septième du championnat, puis quatrième et européen en 1999-2000.
Lors de la saison 2000-2001, Houllier et son équipe remportent tour à tour la Coupe d'Angleterre, la Coupe de la Ligue anglaise mais aussi la Coupe de l'UEFA puis, en fin d'année 2001, la Supercoupe d'Europe et le Charity Shield. Il se repose notamment sur des joueurs locaux tels que Jamie Carragher, Steven Gerrard et Michael Owen, ballon d'or en fin d'année, et fait également venir Emile Heskey. Houllier devient le troisième entraîneur français à gagner une Coupe d'Europe après Helenio Herrera et son ancien joueur au PSG, Luis Fernandez.

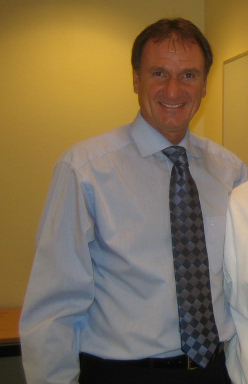
Phil Thompson (ici en 2005) son adjoint à Liverpool, qui lui sauve notamment la vie en 2001.

Le 13 octobre 2001, à la mi-temps d'un match contre Leeds United, Gérard Houllier est victime d'une dissection aortique. L'arrivée rapide des secours le sauve. Houllier doit subir en urgence une lourde opération de chirurgie vasculaire et suspendre ses fonctions à Liverpool. Durant son absence, son adjoint Phil Thompson le supplée. Cet épisode lui impose un traitement médical important à vie. Cinq mois plus tard, il revient à Anfield pour un match européen contre la Roma, où il est acclamé par les supporters. Les Reds achèvent leur championnat à la deuxième place.
Liverpool connaît une nouvelle victoire en Coupe de la Ligue en 2003. En octobre 2003, il ôte le brassard à Sami Hyypiä pour le donner à Steven Gerard, à seulement 22 ans. Dirigeants et supporters lui reprochent de plus en plus les performances irrégulières de l'équipe et, à l'issue de la saison 2003-2004, son contrat n'est pas renouvelé. Jamie Carragher, un des joueurs les plus capés du club anglais se souvient à son décès fin 2020 : « Le club avait eu des heures difficiles dans les années 90, et c’est avec lui que Liverpool a de nouveau remporté des trophées. (...) Quand on regarde l’équipe qui a gagné la C1 en 2005, la majorité était le noyau dur formé par Houllier ».

### Succès avec l'Olympique lyonnais
Après une année sans club en tant que consultant à TPS Star, Houllier effectue son retour en France à l'été 2005 en tant qu'entraîneur de l'Olympique lyonnais, quadruple champion de France sortant ; il succède à Paul Le Guen. Peu de temps après son arrivée, il gagne le trophée des champions 2005 face à AJ Auxerre (4-1). Au cours de la saison, il remporte la Ligue 1 2005-2006 et atteint les quarts de finale de la Ligue des champions, éliminé par le AC Milan (0-0, 3-1).
Durant l'entre-saison, il commente les matchs de la Coupe du monde de football 2006 aux côtés de Christian Jeanpierre, pour TF1.
L'année suivante, il remporte le trophée des champions 2006, ainsi que le championnat de France 2006-2007 avec l'OL. Par contre, son équipe est éliminée dès les huitièmes de finale de la Ligue des champions par l'AS Roma (0-0, 0-2) et perd la finale de la Coupe de la Ligue française 2006-2007 face aux Girondins de Bordeaux (0-1). Il reçoit néanmoins le trophée UNFP de meilleur entraîneur français en 2007.
Le 25 mai 2007, Houllier annonce son départ de l'Olympique lyonnais pour « raisons personnelles », alors qu'il lui reste un an de contrat avec l'OL ; Alain Perrin lui succède. En tant qu'entraîneur du club, Gérard Houllier aura eu dans son effectif les internationaux Grégory Coupet, Patrick Müller, Anthony Réveillère, Éric Abidal, Sébastien Squillaci, Florent Malouda, Sidney Govou, John Carew, Sylvain Wiltord pour ne citer qu'eux, ou encore Kim Källström qui avait notamment regretté son départ du club.

### Retour à la DTN puis fin sur le banc à Aston Villa

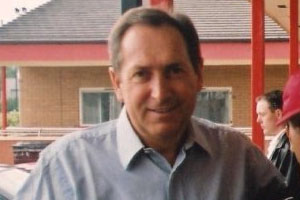
Houllier en août 2009.

En septembre 2007 il est de nouveau nommé DTN, aux dépens notamment de Raymond Domenech, malgré les différends qui les opposent lorsque Houllier est entraîneur de l'OL. Critiqué au sein de la Fédération française de football après la Coupe du monde de football 2010 pour avoir influencé le conseil fédéral pour le maintien de Raymond Domenech comme sélectionneur malgré l'échec à l'Euro 2008, il démissionne le 9 septembre 2010 de son poste à la DTN.
Houllier s'engage en tant que manager du club anglais d'Aston Villa pour une durée de trois ans. Un passage à l’hôpital le prive de la fin de saison. Il démissionne de son poste d'entraîneur le 31 mai 2011 pour raisons de santé. Les médecins lui interdisent alors d'entraîner.

### Le projet Red Bulls et retour à l'OL
En juin 2012, il s'éloigne quelque peu du banc de touche et devient officiellement directeur sportif du club américain des Red Bulls de New York. À partir de décembre 2012, il est également membre du conseil de surveillance du FC Rouen.
Le 1er septembre 2016, Houllier rejoint l'Olympique lyonnais, en tant que « conseiller extérieur ».
En 2019, il est nommé « directeur mondial de la branche football » du groupe Red Bull par Dietrich Mateschitz, le PDG de la marque. Il a la responsabilité de tous les clubs que la marque possède, ainsi que des centres de formation au Brésil et au Ghana : Red Bull Salzbourg, Red Bull New York, RB Leipzig, Red Bull Brasil, Red Bull Ghana, FC Liefering.

### Mort
Gérard Houllier décède le 14 décembre 2020 à son domicile de Boulogne-Billancourt à l'âge de 73 ans, quelques jours après avoir été hospitalisé pour une nouvelle opération à l'aorte,. Il est inhumé au cimetière de Saint-Georges-d'Oléron (Charente-Maritime).

## Style d'entraîneur
Son ancien joueur au début des années 1980 à Nœux-les-Mines puis à Lens, Alain Tirloit, se souvient à son décès : « Il était extrêmement avant‑gardiste, toujours à la pointe de ce qui se faisait d’un point de vue tactique, technique et managérial. Sur le plan humain, il était à la fois très proche de ses joueurs, mais savait aussi garder ses distances ». Son adjoint Patrice Bergues se souvient que lors de leur arrivée au Liverpool FC : « il a fallu convaincre les joueurs de beaucoup de choses. Sur le plan de l’entraînement, de la diététique, des soins, il a fallu une bonne année pour nettoyer le club »,. La légende du club Ian Rush ajoute : « J’ai eu la chance qu’il me prenne comme coach des attaquants, et même si je n’étais pas un mauvais attaquant, je crois, il m’a appris un nombre incroyable de choses ».
L'attaquant lensois François Brisson se rappelle : « sa connaissance très pointue du football. (…) Il était toujours positif tout en étant un gros bosseur. Dans les causeries, tu avais toujours l’impression qu’il avait les mots justes au bon moment, notamment pour calmer les joueurs ». Ouvert, Houllier ne refuse aucune discussion sur un choix tactique ou une composition d’équipe. Bergues ajoute sur Liverpool : « Les gens là-bas aiment leur club, ils veulent dire ce qu’ils ressentent pour essayer de comprendre, et ça Gérard le comprenait bien ».
À la fin de l'expérience anglaise, on reproche à Houllier sa politique de transfert (beaucoup de ventes et d'achats de joueurs) et le jeu de l'équipe jugé « trop unidimensionnel ».

## Palmarès d'entraîneur

### En club
Paris Saint-Germain
- Champion de France en 1986
- Finaliste du Trophée des champions en 1986

 Liverpool FC
- Vainqueur de la Coupe UEFA en 2001
- Vainqueur de la FA Cup en 2001
- Vainqueur de la Coupe de la Ligue anglaise en 2001 et 2003
- Vainqueur de la Supercoupe d'Europe en 2001
- Vainqueur du Charity Shield en 2001
- Vice-champion d'Angleterre en 2002
- Finaliste du Community Shield en 2002

 Olympique lyonnais
- Champion de France en 2006 et 2007
- Vainqueur du Trophée des champions en 2005 et 2006
- Finaliste de la Coupe de la Ligue en 2007

### En sélection
Équipe de France des moins de 18 ans
- Champion d'Europe des moins de 18 ans en 1996

 Équipe de France des moins de 20 ans
- Vainqueur du Tournoi de Toulon en 1997

### Distinctions individuelles
- Meilleur entraîneur de France de D2 en 1981 avec l'US Nœux-les-Mines
- Meilleur entraîneur de France de L1 en 2007 avec l'Olympique lyonnais
- Prix Pierre-Paul Heckly de l'Académie des sports en 1985
- Chevalier de la légion d'honneur en 2002[27]
- Officier de l'Ordre de l'Empire britannique[28]
- Président d'Honneur du Touquet AC (2012-2020)

## Statistiques
Mise à jour : 16 mai 2007
| Équipe             | Pays       | Début    | Record | Record | Record | Record | Record     |
| Équipe             | Pays       | Début    | M      | V      | N      | D      | % Victoire |
| ------------------ | ---------- | -------- | ------ | ------ | ------ | ------ | ---------- |
| Liverpool FC       | Angleterre | 1998     | 304    | 160    | 70     | 74     | 52,6       |
| Olympique lyonnais | France     | été 2005 | 74     | 48     | 18     | 8      | 64,9       |

## Pour approfondir